# Dosson
Dosson è una frazione del comune italiano di Casier, in provincia di Treviso.
Nonostante la denominazione del comune, Dosson è il centro principale di quest'ultimo sia dal punto di vista demografico, sia da quello amministrativo (vi si trova, tra l'altro, il municipio).

## Geografia fisica
Si trova ad ovest di Casier. Il recente sviluppo urbano è stato notevole, tant'è che oggi l'abitato risulta contiguo a Frescada (comune di Preganziol) e a Sant'Antonino (comune di Treviso). Unico corso d'acqua di rilievo è l'omonimo fiume, che lambisce l'abitato a sud per piegare poi verso nord, diretto al Sile.

## Storia
Il toponimo è in relazione con il latino dorsum "dosso, piccolo rilievo". Toponimi di questo genere non sono infrequenti nella zona e testimoniano come il basso Trevigiano, ancora oltre l'anno Mille, fosse ricco di acquitrini che portavano gli insediamenti a svilupparsi su piccoli rialzi emergenti.
Citata per la prima volta in un testamento del 790, Dosson appare già da allora come una località abitata e coltivata in cui insisteva anche una fornace per la produzione di laterizi.
Nel paese si trovava anche un fortilizio, citato nel testamento di Pietro Arpo come sua proprietà (1331).

## Monumenti e luoghi d'interesse

### Chiesa parrocchiale di San Vigilio
Nell'edificio sono conservati alcuni pregevoli lavori artistici, ma tra tutti spicca una tela di Pier Francesco Bissolo (XV secolo). Quattro-cinquecentesco è un Crocifisso greco proveniente dall'isola di Creta e qui trasportato all'epoca della Serenissima. Infine, ai lati dell'altare maggiore vi sono due angeli in marmo, opere di Antonio Tarsia (primo Settecento).

### Monumento ai bambini di Terezin
In occasione della Giornata della Memoria 2004, in piazza Leonardo Da Vinci, è stata inaugurata una stele dedicata ai bambini ebrei morti nel campo di concentramento di Theresienstadt, opera dell'artista Giorgio Celiberti.

## Economia
L'economia è basata per lo più sull'industria (esiste una buona zona industriale) e il terziario. L'agricoltura, che caratterizza il paesaggio della periferia, è peculiare perché questo è uno dei luoghi dove è coltivato il tipico radicchio rosso di Treviso.

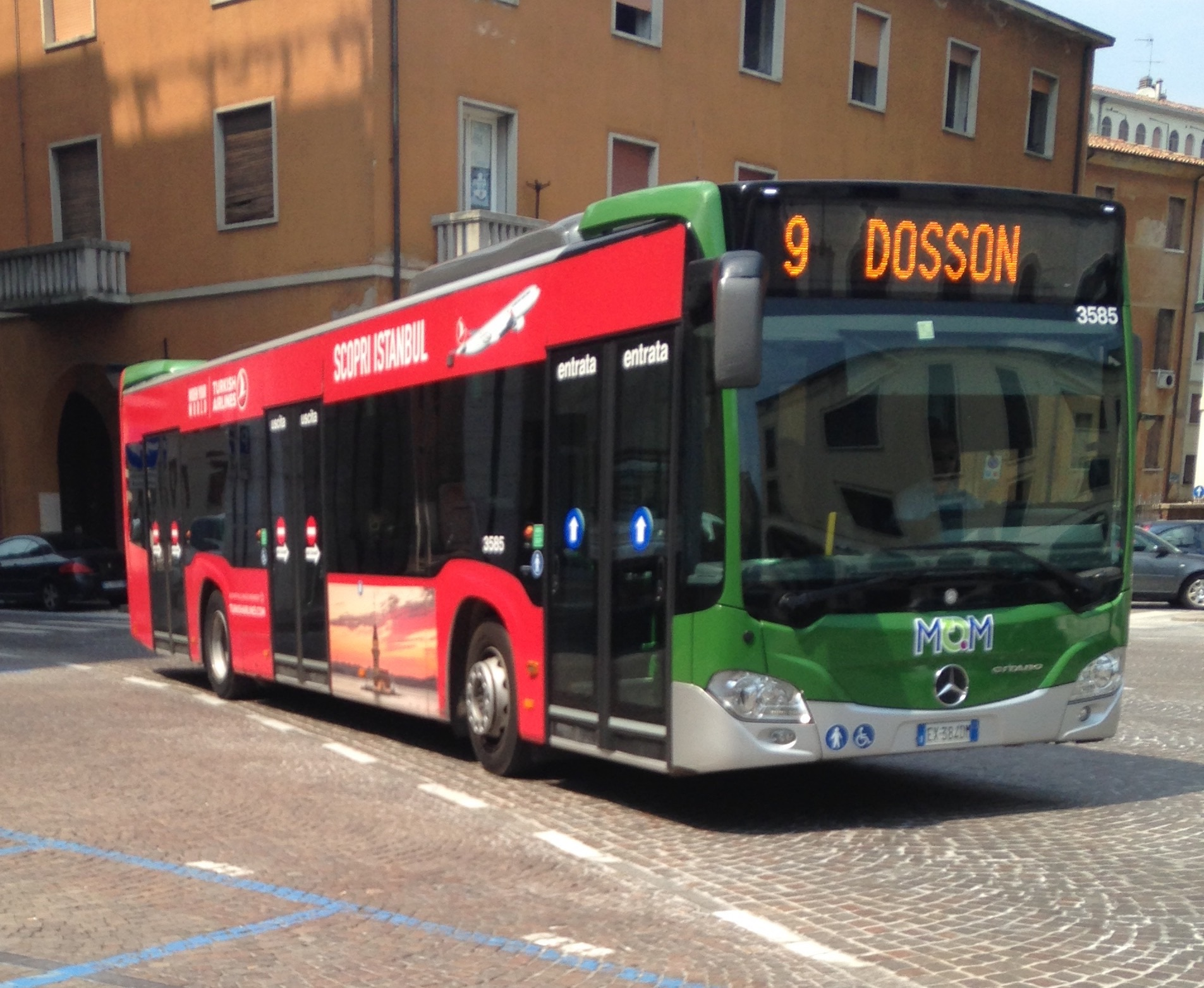
Autobus Linea 9 di MOM per Dosson

## Infrastrutture e trasporti
Dosson è servita dalla Linea 9 del servizio urbano di MOM; alcune corse sono prolungate verso Conscio o verso Preganziol. Rispetto a Casier, che fa parte dello stesso comune e ne è capoluogo, Dosson è collegata a Treviso e alle località limitrofe in modo più costante e capillare, sia fisicamente che temporalmente, benché sia solo una frazione.
Nel centro di Dosson, gli autobus vengono instradati alternativamente per via Aldo Moro (corse limitate a Dosson) o per via Zermanese (corse prolungate a Preganziol o Conscio).

## Manifestazioni
- Festa del radicchio rosso di Dosson: tra fine gennaio e inizio febbraio.
- Sagra Parrocchiale, che si svolge nel mese di settembre.